# Jacob Heinrich Wilhelm Lehmann
Jacob Heinrich Wilhelm Lehmann (* 3. Januar 1800 in Potsdam; † 17. Juli 1863 in Spandau) war ein deutscher Astronom.
Nach dem Studium der Theologie und Mathematik in Halle, Berlin und Göttingen mit anschließender Promotion wurde Lehmann Subrektor am Joachimsthaler Gymnasium in Berlin und im folgenden Jahr Konrektor am Gymnasium in Greifswald. Im Herbst 1828 gab er diese Stellung wieder auf, um sich zunächst astronomischen Arbeiten zu widmen.  Felix Eberty nahm 1833 bei ihm Privatstunden in Mathematik. 1832 wurde er Prediger in den brandenburgischen Dörfern Derwitz und Krielow. Ab 1843 lebte er als Privatgelehrter in Berlin, Potsdam und Spandau. 
Seine astronomischen Arbeiten hatten einen Schwerpunkt in der Kometenastronomie, die auch Gegenstand seiner Dissertation war. 1835 veröffentlichte er eine Untersuchung über die Bahn des Halleyschen Kometen und 1842 eine Arbeit über Sonnenfinsternisse und speziell die bevorstehende Sonnenfinsternis vom 8. Juli 1842. Die gesamte bereits gedruckte Auflage dieser Schrift verbrannte jedoch beim Hamburger Stadtbrand vom Mai 1842, sodass eine zweite Auflage erst nach dem Ereignis erscheinen konnte.
Eine große geplante himmelsmechanische Arbeit über die Planetenbewegungen konnte er nicht mehr abschließen. Schon längere Zeit lungenleidend, starb er 1863 an einem Blutsturz.
Der Mondkrater Lehmann ist nach ihm benannt.

## Schriften
Er veröffentlichte zahlreiche Beiträge in den Astronomischen Nachrichten, wo als Autor meist Wilhelm Lehmann erscheint. Weitere Schriften:
- Anfangsgründe der höheren Mechanik nach der antiken, rein geometrischen Methode (Berlin 1831)
- Stehen die alttestamentlichen Offenbarungen über Himmel und Erde in Widerspruch mit den neueren Resultaten der Astronomie und Geognosie, oder stehen sie damit nicht in Widerspruch? (in: Schulblatt für die Provinz Brandenburg  24 (1859) 9/10, S. 526–549)